# Wegen in Letland

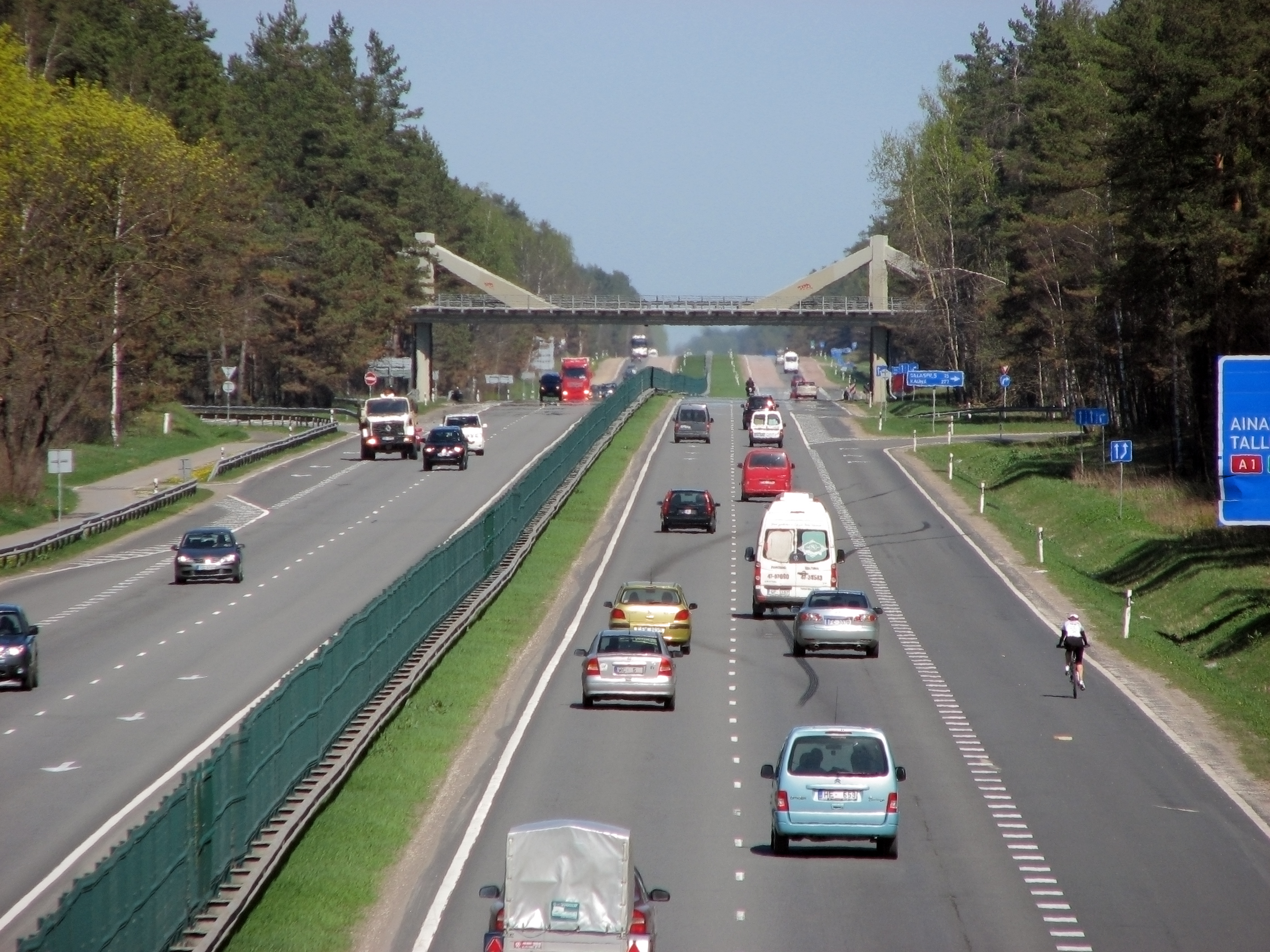
De A2, als autosnelweg

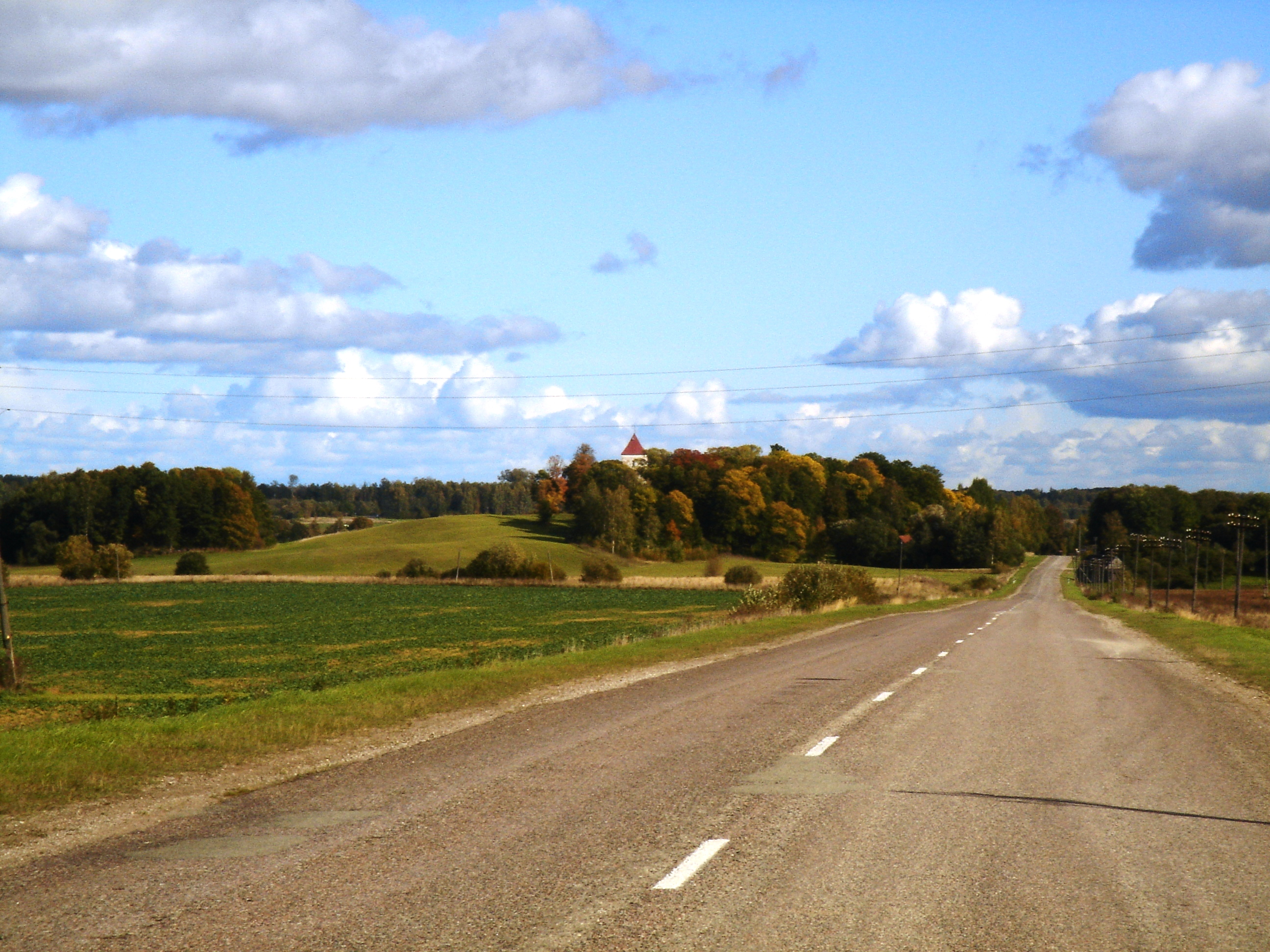
De P121, een landelijke, regionale weg

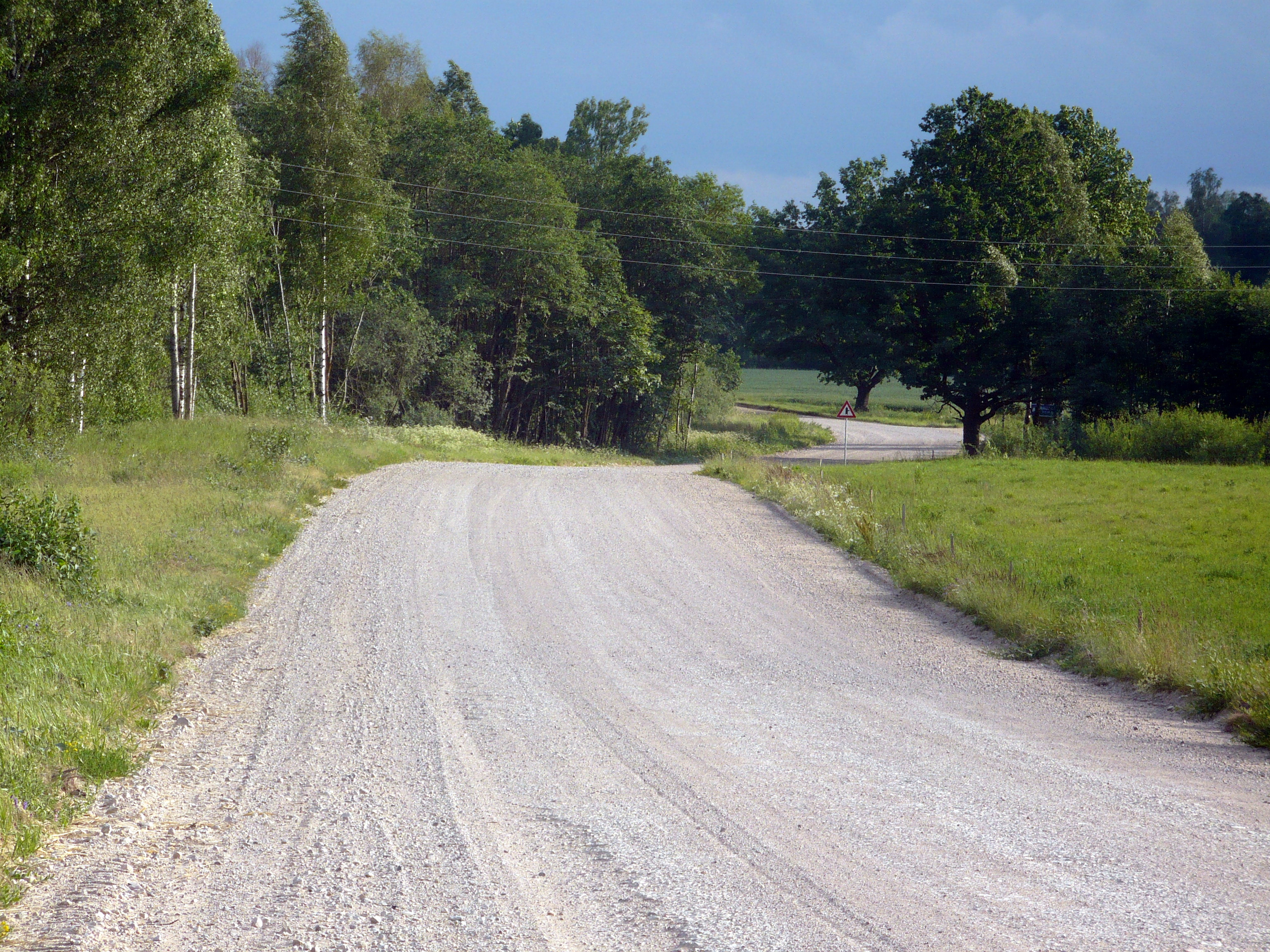
De P87, een zandweg

De wegen in Letland vormen een wegennet dat alle steden en dorpen in Letland met elkaar verbindt. In 2008 lag er 69.684 kilometer weg in het land. In Letland zijn geen officiële autosnelwegen. Wel zijn er enkele wegen die aan de kenmerken van een autosnelweg voldoen. 

## Nationale wegen
Het grootste deel van het netwerk is eigendom van de nationale overheid. Deze nationale wegen worden onderverdeeld in drie categorieën: de hoofdwegen (galvenie autoceļi), regionale wegen (reģionālie autoceļi) en de lokale wegen (vietējie autoceļi). 

### Hoofdwegen
De hoofdwegen zijn zowel administratief als op de bewegwijzering genummerd. Het prefix dat gebruikt wordt is de letter A van autoceļi (autoweg). Het netwerk loopt van A1 tot en met A15. Er wordt een rood schildje met witte letters gebruikt. Op 1 januari 2012 lag er 1650 kilometer aan hoofdweg in Letland. Deze zijn allemaal verhard.
De A1 tot en met A3 en A6 tot en met A10 stralen uit vanaf Riga. De A4 en A5 vormen samen de ringweg van Riga en de A11 tot en met A15 zijn de overige Letse hoofdwegen.

### Regionale wegen
De regionale wegen zijn zowel administratief als op de bewegwijzering genummerd. Het prefix dat gebruikt wordt is de letter P. Dit is echter een Cyrillische P, dus een R van reģionālie (regionaal). Het netwerk loopt van P1 tot en met P134. Er wordt een blauw schildje met witte letters gebruikt. Op 1 januari 2012 lag er 5315 kilometer aan regionale weg in Letland. Hiervan was 4188 kilometer verhard en 1127 onverhard.

### Lokale wegen
De lokale wegen zijn slechts administratief genummerd. Het nummer komt niet op de bewegwijzering voor. Het prefix dat gebruikt wordt is de letter V van vietējie (lokaal). Het netwerk loopt van V1 tot en met V1489. Op 1 januari 2012 lag er 13.150 kilometer aan lokale weg in Letland. Hiervan was 2616 kilometer geasfalteerd en 10.533 onverhard of halfverhard met bijvoorbeeld grind.

## Bewegwijzering

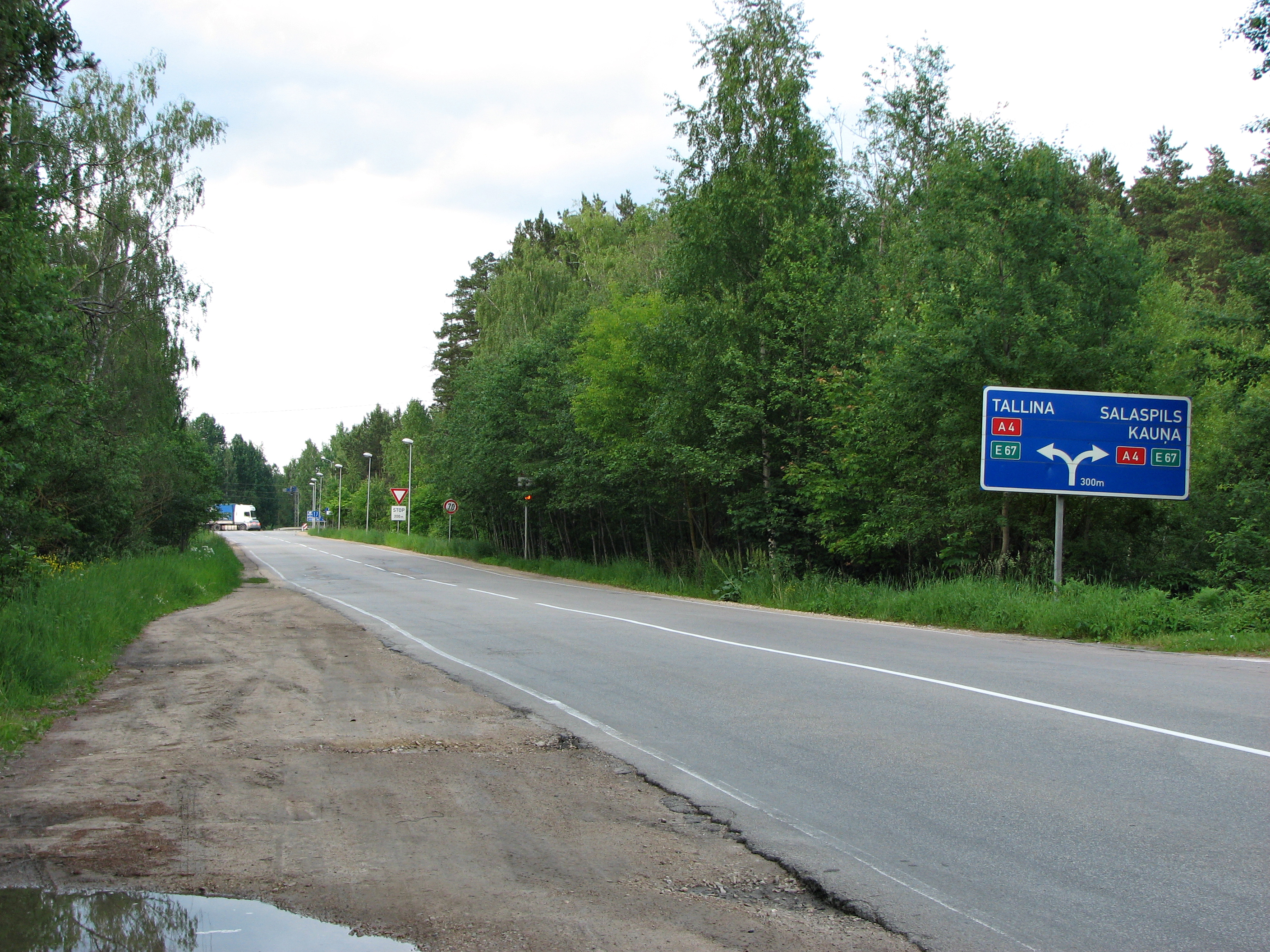
Bewegwijzering op de kruising tussen de A4 en P2

De bewegwijzering wordt in Letland geschreven in kapitalen (hoofdletters). Er worden blauwe borden met witte letters gebruikt, maar lokale doelen worden in zwart op wit weergegeven, net als in Nederland.
Er wordt buiten de steden meestal maar één doel weergegeven en het wegnummer ontbreekt vaak. Bij knooppunten wordt vaak ook de vorm van het knooppunt weergegeven.